# Gibraltarische Fußballnationalmannschaft (U-19-Junioren)
Die gibraltarische Fußballnationalmannschaft der U-19-Junioren ist die Auswahl gibraltarischer Fußballspieler der Altersklasse U-19. Sie repräsentiert die Gibraltar Football Association auf internationaler Ebene, beispielsweise in Freundschaftsspielen gegen die Auswahlmannschaften anderer nationaler Verbände. 2013 nahm die Mannschaft erstmals an der Qualifikation für die seit 2002 in dieser Altersklasse ausgetragene Europameisterschaft teil. Sie konnte bisher noch kein Qualifikationsspiel gewinnen.

## Teilnahme an U-19-Europameisterschaften
- 2002: nicht teilgenommen (kein UEFA-Mitglied)
- 2003: nicht teilgenommen (kein UEFA-Mitglied)
- 2004: nicht teilgenommen (kein UEFA-Mitglied)
- 2005: nicht teilgenommen (kein UEFA-Mitglied)
- 2006: nicht teilgenommen (kein UEFA-Mitglied)
- 2007: nicht teilgenommen (kein UEFA-Mitglied)
- 2008: nicht teilgenommen (kein UEFA-Mitglied)
- 2009: nicht teilgenommen (kein UEFA-Mitglied)
- 2010: nicht teilgenommen (kein UEFA-Mitglied)
- 2011: nicht teilgenommen (kein UEFA-Mitglied)
- 2012: nicht teilgenommen (kein UEFA-Mitglied)
- 2013: nicht teilgenommen (UEFA-Mitglied erst nach Abschluss der Qualifikation)
- 2014: nicht qualifiziert
- 2015: nicht qualifiziert
- 2016: nicht qualifiziert
- 2017: nicht qualifiziert
- 2018: nicht qualifiziert
- 2019: nicht qualifiziert
- 2022: nicht qualifiziert

| Bilanz   | Bilanz | Bilanz | Bilanz | Bilanz      | Bilanz | Bilanz    | Bilanz       |
| Runde    | Spiele | Siege  | Remis  | Niederlagen | Tore   | Gegentore | Tordifferenz |
| -------- | ------ | ------ | ------ | ----------- | ------ | --------- | ------------ |
| 1. Runde | 024    | 0      | 1      | 23          | 4      | 153       | −149         |
| Gesamt   | 024    | 0      | 1      | 23          | 4      | 153       | −149         |